# Jovan Veselinov
Jovan Veselinov (srbsko Јован Веселинов), srbski general in politik, * 20. januar 1906, † 8. februar 1982.

## Življenjepis
Veselinov je leta 1923 postal član KPJ. Leta 1926 je odpotoval v Sovjetsko zvezo, kjer je končal Komunistično univerzo narodnih manjšin zahoda. Po vrnitvi v Jugoslavijo leta 1930 je postal vodja Zemaljskega mladinskega vodstva in sekretar Pokrajinskega komiteja KPJ za Vojvodino.
Zaradi delovanja v Sloveniji je bil aprila 1931 aretiran in obsojen na 14 let zapora. Julija 1941 je pobegnil iz zapora in se pridružil partizanov. Med vojno je bil na različno partijsko-političnih položajih.
Po vojni je bil minister industrije, podpredsednik srbske vlade, predsednik srbskega izvršnega sveta, predsednik srbske skupščine,...